# Mursenap
Mursenap (Diplotaxis muralis) är en växtart i familjen korsblommiga växter. 